# 리베르타도르헤네랄베르나르도오이긴스주

리베르타도르헤네랄베르나르도오이긴스 주의 위치

리베르타도르헤네랄베르나르도오이긴스주(스페인어: VI Región del Libertador General Bernardo O'Higgins) 또는 오이긴스주는 칠레 중부에 위치한 주로 주도는 랑카과이며 면적은 16,387.0km2, 인구는 851,406명(2012년 기준)이다. 주 이름은 칠레에서 국부(國父)로 추앙받는 군인 겸 정치인인 베르나르도 오이긴스에서 유래된 이름이다.
북쪽으로는 발파라이소 주와 산티아고 수도주, 서쪽으로는 태평양, 남쪽으로는 마울레 주와 접하며 동쪽으로는 아르헨티나와 국경을 접한다. 3개 현(카차포알 현, 콜차과 현, 카르데날카로 현)을 관할한다.

주기
주 문장